# غرانت هولواي
غرانت هولواي (بالإنجليزية: Grant Holloway)‏ هو منافس ألعاب قوى أمريكي، ولد في 19 نوفمبر 1997.

## وصلات خارجية
- غرانت هولواي على موقع الاتحاد الدولي لألعاب القوى (الإنجليزية)
- غرانت هولواي على موقع الاتحاد الأمريكي لسباقات المضمار والميدان (الإنجليزية)
- غرانت هولواي على موقع TFRRS.org (الإنجليزية)
- غرانت هولواي على موقع اللجنة الأولمبية الدولية (الإنجليزية)
- غرانت هولواي على موقع أوليمبيديا (الإنجليزية)
- غرانت هولواي على موقع اللجنة الأولمبية والبارالمبية الأمريكية (الإنجليزية)